# John Maisto
John Francis Maisto (Braddock, 28 de agosto de 1938) es un diplomático de carrera estadounidense retirado, que se desempeñó como embajador de Estados Unidos en Nicaragua, Venezuela y ante la Organización de Estados Americanos.

## Biografía
Obtuvo su licenciatura en la Escuela de Servicio Exterior Edmund A. Walsh de la Universidad de Georgetown y luego obtuvo su maestría en historia latinoamericana en la Universidad de San Carlos de Guatemala. Después de graduarse, se unió al Departamento de Estado de los Estados Unidos como oficial del servicio exterior en 1968.
Se desempeñó en la Agencia de Información de los Estados Unidos en Argentina y Bolivia. Posteriormente fue destinado a puestos en las embajadas de Estados Unidos en Filipinas, Bolivia y Costa Rica. Luego, ocupó cargos como Director de la Oficina de Asuntos de Filipinas del Departamento de Estado (dentro de la Oficina de Asuntos de Asia Oriental y el Pacífico), y luego como subjefe de Misión en Panamá.
En 1989, se desempeñó como representante adjunto de los Estados Unidos ante la Organización de Estados Americanos, luego se convirtió en el subsecretario de Estado adjunto para Asuntos Centroamericanos (reportando al Subsecretario de Estado para Asuntos del Hemisferio Occidental) en 1992.
En 1993, fue nominado por el presidente Bill Clinton como embajador de los Estados Unidos en Nicaragua, y ocupó ese cargo hasta noviembre de 1996. En marzo de 1997, se convirtió en embajador en Venezuela, ocupando ese cargo hasta agosto de 2000.
Regresó a los Estados Unidos y se desempeñó como asesor de política exterior para el Comando Sur de los Estados Unidos. En enero de 2001, con la toma de posesión del presidente George W. Bush, se desempeñó como asistente especial del presidente y director principal de Asuntos del Hemisferio Occidental sirviendo bajo la Consejera de Seguridad Nacional Condoleezza Rice.
En 2003, el presidente Bush lo designó embajador ante la Organización de Estados Americanos, desempeñando el cargo hasta marzo de 2007.